# Improvisatietheater
Improvisatietheater (soms afgekort tot improv of impro) is elke vorm van theater waarbij de spelers het verhaal, de personages en de dialogen ter plekke verzinnen. Ze stappen dus de scène op met maar enkele gegevens (mogelijk aangereikt door het publiek) zoals de locatie, het soort personage; de rest komt tijdens het spel. Improvisatievoorstellingen zijn vaak komisch van opzet, maar niet noodzakelijk.
Improvisatietechnieken komen standaard in theateracademies en losse cursussen voor volwassenen zoals in volkshogescholen aan bod. Wakker luisteren, focussen, vertrouwen en instinctief of spontaan handelen zijn belangrijke acteursvaardigheden, maar bij improvisatie des te meer.
Eigen creaties of bewerkingen van bekende stukken door (amateur)gezelschappen krijgen aanvullend vorm door improvisaties. Maar doordat zij tijdens de officiële vertoningen niet meer improviseren vallen zulke theaterproducties niet onder de noemer improvisatietheater.

## Geschiedenis
Improvisatietheater is zo oud als theater zelf, misschien zelfs nog ouder. Door de geschiedenis heen vinden we ook echt gecultiveerd improvisatietheater, zoals bij de Commedia dell'arte, waar een vaste verzameling personages met een traditioneel bepaald karakter vrijelijk improviseerde op de grote lijnen die in een summier scenario waren vastgelegd. Een aantal belangrijke grondleggers van het hedendaagse improvisatietheater zijn Keith Johnstone als het gaat om korte vormen (waaronder theatersport), Del Close als het gaat om lange vormen en Viola Spolin.

## Korte vormen
De populaire kortevormimprov bestaat uit korte scènes met een (pas) afgesproken spelvorm, structuur of idee, aangevuld door suggesties uit het publiek. De nadruk ligt vaak op het zo snel mogelijk bouwen van een verhaal. Vele korte vormen zijn ontwikkeld door Keith Johnstone en Viola Spolin en er bestaan verschillende scholen en formats. Tussen de afgelijnde formats door staan de invallen en plotwisselingen ter wille van de levendigheid centraal.
Markant is dat een aantal formules door sportdisciplines zijn geïnspireerd: theatersport oorspronkelijk door pro wrestling, ComedySportz door een amalgaam aan Noord-Amerikaanse teamsporten. De in Franstalige gebieden gespeelde vorm van theatersport, Le Match d'Improvisation is zelfs een soort theatrale vertaling van een ijshockeymatch, met een speelvlak in de vorm van een (kleine) ijshockeyring, gekleurde hockeyshirts met nummers voor de teams, en een wit-zwart gestreepte trui voor de scheidsrechter. Het competitieve element dat in deze ‘sport’vormen naar voren komt, is vooral bedoeld om het publiek te amuseren. Competitiviteit tussen spelers werkt juist averechts voor de kwaliteit van de improvisatie. ‘Tegenstanders’ zullen in goede improvisatiematches dan ook regelmatig elkaar te hulp schieten om scènes te verrijken of te redden.
Opvallend is dat de meeste vormen die gespeeld worden bij kortevormimprov ooit zijn bedacht als oefening om improvisatievaardigheden aan te leren voor lange vormen, maar bleken genoeg amusementswaarde te hebben om ze ook voor publiek uit te voeren.

## Lange vormen
Bij langevormimprov creëren acteurs een voorstelling waarin scènes vaak met elkaar verweven zijn door middel van het verhaal, de personages of thema's. Dit type voorstelling neemt vaak de vorm aan van een bestaande type theater, zoals een avondvullende theatervoorstelling of een musical. De meest bekende (en waarschijnlijk ook eerste) lange vorm is de Harold, ontwikkeld door Del Close.
Het verschil tussen korte en lange vormen is soms moeilijk te bepalen. Hiervoor geldt de 12 minutenregel: elke scène langer dan 12 minuten is een lange vorm.

## Improvisatietheater in Nederland
In Nederland zijn momenteel de volgende drie stromingen het meest bekend.
1. Keith Johnstone-vormen (korte vormen), zoals Theatersport, Gorilla Theatre en Micetro al heeft deze stroming zich, tot verdriet van Johnstone zelf, zich ontwikkeld tot light entertainment waarbij bizarre sketches en absurdisme de hoofdmoot zijn gaan vormen.
2. Lange vormen, waarbij technieken uit de shortformimprov worden gecombineerd om avondvullende shows, meestal met doorlopende verhaallijnen te maken. Bij Long Form wordt meer dan bij shortform op een plot, drama en spanningsboog gemikt.
3. De vloer op. Bij deze vorm, naar het gelijknamige, langlopende televisieprogramma van de Humanistische Omroep, krijgen ervaren acteurs een situatie voorgeschoteld die ze uit mogen spelen in vijf tot vijftien minuten. Nadruk bij deze vorm ligt op de acteurskwaliteiten.

Het bekende televisieprogramma De Lama's, gebaseerd op het uitermate succesvolle Amerikaans-Engelse televisieprogramma Whose Line Is It Anyway?, is in feite een variant van theatersport, maar dan zonder rechters en punten, en met maar één "team".
Midden jaren zeventig presenteerde Berend Boudewijn bij de KRO het programma Improvisatie, waarin acteurs als Elsje de Wijn en Piet Römer improvisatieopdrachten uitvoerden. Ze speelden in een realistisch decor en maakten gebruik van kledingstukken en rekwisieten, wat in de meeste huidige improvormen niet gebeurt.
In 1991 was bij de KRO het programma Glad IJs te zien, ook weer onder leiding van Berend Boudewijn. Dit keer voerde een zevental jonge acteurs (onder wie Ellemijn Veldhuijsen van Zanten, Bert Apeldoorn en Oda Spelbos) de opdrachten uit. Wat stijl betreft lag dit programma tussen De vloer op en De Lama's.
In 2006 was korte tijd op Talpa Rauw te zien, een geïmproviseerde sitcom. De spelers (onder andere Georgina Verbaan) kregen tijdens het spelen van de scènes via een oortje de opdrachten van presentator Harm Edens.

## Improvisatietheater in België
In België verschilt het landschap van het improvisatietheater boven en onder de taalgrens.

### Vlaanderen
In Vlaanderen is vooral shortform populair; een beperkt aantal groepen, zoals De Improfeten, Inspinazie en RIOT, specialiseren zich in longform. De Belgische Improvisatie Liga speelt als enige in Vlaanderen de format "Impro Match".
Voor alle vormen wordt bijna uitsluitend de term "improvisatietheater" gebruikt. Theatersport, dat vooral populair is in Noord-Europa, is er minder populair dan in Nederland, maar men kent er andere shortformvarianten, die ook populair zijn in Zuid-Europese landen.
Improvisatie werd in Vlaanderen bekend onder meer door programma's als: Onvoorziene Omstandigheden, De Rederijkers, GodzijDank en Spelen met uw Leven.

### Franstalig België
In Franstalig België is shortform minder populair dan in Vlaanderen, en ook Theatersport in de strikte zin van het woord wordt nauwelijks beoefend. De format "Impro Match" is er echter wel populair. Er zijn twee professionele liga's die deze format beoefenen: de LIB (ligue d'improvisation Belge) en de LIP (ligue d'improvisation professionnelle Wallonie Bruxelles).
Daarnaast zijn tientallen amateur gezelschappen aan de slag die verenigd zijn in de FBIA (Fédération Belge d'Improvisation Amateur).

## Bekende improvisatiespelers

### Vlaanderen
- Tom Lenaerts
- Michiel Devlieger
- Rob Vanoudenhoven
- Johan Terryn
- Jonas Geirnaert
- Jeron Dewulf
- Christophe Stienlet
- Henk Rijckaert
- Ineke Nijssen
- Katrijn Van Bouwel
- Bill Barberis
- Jeroen Baert

### Nederland
- Hetty Heyting
- Ruben Nicolai
- Kristel Zweers
- Sara Kroos
- Tijl Beckand
- Arie Koomen
- Ruben van der Meer
- Ad-Just Bouwman
- Jeroen van Koningsbrugge
- Martijn Oosterhuis

## Professionele gezelschappen

### Vlaanderen
- Belgische Improvisatie Liga
- DNA
- Improcessie
- Improfiel
- The Lunatics
- Compagnie amai
- Inspinazie
- RIOT
- De Boterbrigade
- Caque
- De Improfeten
- Quicksilver Productions
- Preparee

### Nederland
In Nederland zijn honderden amateurgezelschappen actief. Daarnaast zijn de volgende professionele gezelschappen in de theaters te zien:
- Boom Chicago
- De Lama's
- Op Sterk Water
- The Big Mo Impro Theatre Show
- Terugspeeltheater Amsterdam
- Beperkt Houdbaar